# Menighed
Menighed er en betegnelse for et fællesskab – for det meste bruges betegnelsen i forbindelse med en kirke indenfor kristendommen eller en moské indenfor islam. Altså betegner ordet de mennesker der kommer i den givne kirke eller moské.
Ordet menighed kan også henvise til en større gruppe religiøse mennesker, men det kan også bruges om et helt trossamfund med alle dets medlemmer.
I overført (ikke religiøs) betydning kan ordet også bruges om en gruppe personer med fælles holdning i en bestemt sag, hvor de så står sammen.